# Dryas antic superior
El Dryas antic superior (en anglès: Older Dryas) va ser un estadi o període fred situat entre el Bølling i l'Allerød (període més càlids) fa aproximadament 14.000 anys (BP), cap al final del Plistocè. L'escalfament gradual des del cim del últim període glacial 22.000 anys BP, han estat interromputs per tres onades de fred, el Dryas antic superior, que ha estat precedit pel Dryas antic inferior i seguit pel Dryas recent. Els Dryas porten el nom del gènere de plantes àrtiques i alpines Dryas, els fòssils de les quals es troben en altes concentracions en els dipòsits dels períodes més freds.
El Dryas antic inferior era un període establert per Blytt-Sernander variable, fred i sec, s'observa en evidència climatològica en només algunes regions, depenent de la latitud. A les regions on no s'observa, el Bolling-Allerød es considera com un únic període interestadial (calent). L'evidència del Dryas antic inferior és més forta en el nord d'Euràsia, en particular a la part del Nord d'Europa més o menys equivalent a la Zona de pol·len Ic.

## Dates
A Groenlàndia el Dryas antic superior apareix com un bec cap avall entre el Bolling i l'Allerød.
El Dryas antic superior està «centrat», prop de 14.100 anys BP i és de 100 a 150 anys de durada cap a 14.250 BP.

## Descripció
El nord d'Europa presentava una alternança entre estepa i tundra depenent de la línia de permagel i la latitud. En les regions més humides al voltant de llacs i corrents d'aigua hi havia bosqines de bedolls nans, salzes i ginebres.

## Flora
Les espècies del Dryas antic superior normalment es troben en sediments sota la capa del fons de la torbera
Les espècies indicadores són plantes alpines:
- Betula pubescens bedoll ;
- Pinaceae pins;
- Dryas octopetala, o dryas;
- Salix herbacea, o salze nan;
- Oxyria digyna,.

Espècies de praderia són:
- Artemisia;
- Ephedra.
- Hippophae

## Fauna
Els mamífers de les planes predominaven.
Artiodactyla:
- Bison priscus,
- Rangifer tarandus, ren
- Megaloceros giganteus
- Alces alces, ant
- Cervus elaphus, érvol
- Ovibos moschatus
- Saiga tatarica, la saiga

Perissodactyla:
- Equus ferus, cavall salvatge.
- Coelodonta antiquitatis, rinoceront

Proboscidea:
- Mammuthus primigenius, mamut

Entre els carnívors, Carnivora:
Ursidae:
- Ursus arctos, os bru
- Ursus spelaeus, os de les cavernes

Hyaenidae:
- Crocuta crocuta, hiena tacada

Felidae:
- Panthera spelaea, lleó de les cavernes

Canidae:
- Canis lupus, llop
- Vulpes lagopus, guineu àrtica

Mustelidae:
- Gulo gulo, elgolut

Entre els carnívors marins:
Phocidae:
- Pagophilus groenlandica,
- Pusa hispida,

Odobenidae:
- Odobenus rosmarus, morsa

Entre els Cetacea Odontoceti, els Monodontidae:
- Delphinapterus leucas, la beluga

Delphinidae:
- Orcinus orca, orca

dels Mysticetian Eschrichtiidae:
- Eschrictius robustus, l balna grisa

Entre els petits mamífers:
Leporidae:
- Lepus tanaiticus, la llebre

Ochotonidae:
- Ochotona spelaeus, la pika

Cricetidae:
- Lemmus obensis,
- Dicrostonix,
- Lagurus lagurus,
- Lasiopodomys gregalis,
- Arvicola terrestris.

Sciuridae:
- Spermophilus, esquirol

Dipodidae:
- Allactaga jaculus, els jerboa

## Humans
Euràsia va estar poblada pel Homo sapiens sapiens (home de Cro-Magnon) en el Paleolític superior.
Ja es trobava el gos, Canis familiaris.